# 오야촌 (사이타마현 기타아다치군 1955년)
오야촌(大谷村)은 사이타마현 기타아다치군에 있던 촌이다. 현재의 아게오시에 해당한다. 1955년에 아게오정, 히라카타정, 하라이치정, 오이시촌, 가미히라촌과 합병해 아게오정이 되어 소멸하였다.

## 역사
- 1889년 4월 1일 - 정촌제 시행에 수바냏 기타아다치군 오야촌이 성립하였다.
- 1955년 1월 1일 - 아게오정, 히라카타정, 하라이치정, 오이시촌, 가미히라촌과 합병해 새로운 아게오정이 성립해 오야촌은 소멸하였다.

## 참고문헌
- 「角川日本地名大辞典」編纂委員会『角川日本地名大辞典 11 埼玉県』角川書店、1980年7月8日。ISBN 4040011104。
- 上尾市教育委員会・編『上尾市史 第五巻 資料編5、近代・現代2』上尾市、1998年3月31日。
- 上尾市教育委員会・編『上尾市史 第七巻 通史編（下）』上尾市、2001年3月30日。
- 上尾百年史編集委員会・編『上尾百年史』上尾市役所、1972年2月10日。